# Ryomgård
Ryomgård is een plaats in de Deense regio Midden-Jutland, gemeente Syddjurs, en telt 2226 inwoners (2007).